# ほほ笑みモード
「ほほ笑みモード」（ほほえみモード）は、花澤香菜の6枚目のシングル。

## 概要
シングルとしては前作「恋する惑星」から約10ヶ月ぶりのリリースとなる。岩里祐穂が作詞、Studio Apartmentが作曲を手掛けている。

## 収録曲
（全曲作詞:岩里祐穂、作曲:Studio Apartment）
1. ほほ笑みモード [4:55]
2. Timeless [4:08]
3. MOMENT [5:51]